# 丰良斜塔
丰良斜塔，位于中国广东省梅州市丰顺县丰良镇棠荆村，为梅州市丰顺县的一个县级文物保护单位，类型为古建筑，公布时间为1988年1月。
丰良斜塔的历史年代为清代。1988年1月，丰顺县人民政府认定其为丰顺县文物保护单位。